# Оклокни (Џорџија)
Оклокни (енгл. Ochlocknee) град је у америчкој савезној држави Џорџија. По попису становништва из 2010. у њему је живело 676 становника.

## Демографија
Према попису становништва из 2010. у граду је живело 676 становника, што је 71 (11,7%) становника више него 2000. године.
| Група             | 2000.       | 2010.       |
| Белци             | 399 (66,0%) | 441 (65,2%) |
| Афроамериканци    | 194 (32,1%) | 208 (30,8%) |
| Азијати           | 6 (1,0%)    | 0 (0,0%)    |
| Хиспаноамериканци | 0 (0,0%)    | 24 (3,6%)   |
| Укупно            | 605         | 676         |